# Нидал Алгафари
Нидал Ахмад Алгафари (на арабски: نضال الغفاري) е български режисьор, писател, бивш изпълнителен директор на БНТ и политически PR.

## Биография и творчество
Завършва НАТФИЗ, спец. „Кинорежисура“. Баща му е сириец, а майка му е българка. Има двама братя – Мажд Алгафари и Басел Алгафари. Женен е за Мадлен Алгафари и имат дъщеря и син.
Автор и режисьор на студентското предаване „Ку-Ку“ (включително на предаването за АЕЦ-Козлодуй). Бивш делегиран продуцент на „Шоу и развлекателни програми“ в БНТ. Продуцент, съсценарист, режисьор на игралния филм „Ла донна е мобиле“. Продуцент и режисьор на телевизионните предавания „Наблюдател“ и „Анонси“. Нидал Алгафари е режисьор и на документалния филм „Сирия – история и легенди“. От юни 2002 г. до май 2004 г. е изпълнителен директор на БНТ.
Автор на романа „Боже, защо господ лъже“ – издаден през 2014 година в София. Впоследствие романът е продължен с още три части: „Аллах, милост нямаш ли“ (2015), Любиш ли, ти, Бог си“ (2017) и „Орисани да избираме“ (началото на 2018 г.). Следва двутомният му роман „Рано или късно“, издаден през 2019. През 2023 излиза следващият ми двутомен роман „Вятърът и любовта“. 
Тъй като говори арабски език, е работил в полза на Българската държава като агент на Шесто управление на Държавна сигурност с псевдоним Наско.

## Режисьор
- La Donna E Mobile – 1993